# 1735
Évszázadok: 17. század – 18. század – 19. század
Évtizedek: 1680-as évek – 1690-es évek – 1700-as évek – 1710-es évek – 1720-as évek – 1730-as évek – 1740-es évek – 1750-es évek – 1760-as évek – 1770-es évek – 1780-as évek
Évek: 1730 – 1731 – 1732 – 1733 –  1734 – 1735 – 1736 – 1737 – 1738 – 1739 – 1740

## Események
- június 22. – A bécsi udvari kamara leiratában rendelkezik a Selmecbányán felállítandó bányászati akadémia, a Bergschule vagy Berg Schola alapításáról.[1]
- október 5. – A francia-osztrák ideiglenes békeszerződés értelmében I. Szaniszló lengyel király végleg lemond a trónról, kárpótlásul megkapja Lotaringia, Bar és Commercy hercegségeket.[2]

## Születések
- február 1. – Alvinczi József császári magyar tábornok († 1810)
- április 11. – Báróczi Sándor, író († 1809)
- május 28. – François Christophe Kellermann, a napóleoni háborúk hadvezére, Franciaország marsallja, Valmy hercege († 1820)
- augusztus 30. – Szily János, Szombathely első püspöke († 1799)
- szeptember 5. – Johann Christian Bach, német zeneszerző († 1782)
- október 30. – John Adams, az Egyesült Államok első alelnöke és második elnöke († 1826)
- november 10. – Asbóth Gottfried János, evangélikus lelkész († 1784)

## Halálozások
- április 8. – II. Rákóczi Ferenc, erdélyi fejedelem és a Rákóczi-szabadságharc vezetője[3] (* 1676)